# Jackie Chan Adventures
Jackie Chan Adventures ist eine US-amerikanische Zeichentrickserie, die in den Jahren 2000 bis 2005 produziert wurde. Die Hauptfigur ist ein Zeichentrick-Alter-Ego des Schauspielers Jackie Chan.

## Inhalt
Jackie Chan lebt zusammen mit seinem Onkel in einer Wohnung über dessen Antiquitätenhandel in San Francisco und arbeitet im Auftrag einer Universität als Archäologe. Eines Tages erscheint seine Nichte Jade Chan aus Hongkong in San Francisco. Da sie in ihrer Heimat mehrmals in Schwierigkeiten in der Schule involviert war, soll sie nun in den USA zur Schule gehen und Hilfe von ihrem Onkel und Großonkel erhalten.
- 1. Staffel: Jackie wird von seinem alten Freund Captain Augustus Black, dem Leiter der geheimen Verbrechensbekämpfungsorganisation Sektion 13, als Archäologieexperte eingezogen. Eine Verbrecherorganisation namens Die Schwarze Hand (im Englischen: Dark Hand) versucht an eine Reihe seltsamer Talismane (mit Symbolen des chinesischen Tierhoroskops) zu kommen. Was Jackie und seine Freunde zunächst nicht wissen können: Die Schwarze Hand arbeitet mit dem gefangenen Drachendämon Shendu zusammen und die Talismane – jeder mit seiner eigenen magischen Kraft – haben die Fähigkeit, ihm wieder die Freiheit zu schenken... (13 Folgen)

- 2. Staffel: In eine andere Dimension verbannt, versucht Shendu sich und seine Dämonengeschwister aus ihrer Gefangenschaft zu befreien, indem er wieder die Tore zu öffnen versucht, durch die die Acht Unsterblichen sie einst verbannt haben. Als Jackie und die anderen von diesem Plan erfahren, beginnt ein verzweifelter Wettlauf mit der Zeit... (39 Folgen)

- 3. Staffel: Ein böser Chi-Zauberer namens Daolon Wong versucht Shendus Talismane an sich zu nehmen. Jackie gelingt es, sie zu zerstören, doch ihre Kräfte verteilen sich daraufhin auf die edelsten Tiere überall in der Welt. Jackie und seine Freunde müssen nun diese Tiere finden und in Sicherheit bringen, bevor Daolon Wong sich die Kräfte der Talismane einverleiben kann... (17 Folgen)

- 4. Staffel: Tarakudo, der Herr der Schattenkrieger, sucht die Oni-Masken, welche die Lebenskraft seiner Generäle enthalten, um sie wieder zum Leben zu erwecken und die Herrschaft über die Erde zu übernehmen. Es gilt, die Masken einzusammeln, bevor die Welt in Dunkelheit versinkt. (13 Folgen)

- 5. Staffel: Draco, Shendus Sohn aus der Zukunft, bricht aus seinem Gefängnis aus und will sich die Kräfte von Shendus Dämonengeschwistern aneignen, um die Welt zu erobern. Und diese kann er nur erlangen, wenn er verschiedene Artefakte aus dem Besitz der Acht Unsterblichen in seinen Besitz bringen kann. (13 Folgen)

## Figuren

### Hauptpersonen
- Jackie Chan arbeitet im Auftrag einer Universität als Archäologe und ist ein geschickter Kung-Fu-Kämpfer. Eigentlich ein sehr ruhiger und friedliebender Mensch, gerät er durch Jade, Shendu und Sektion 13 in mehr Abenteuer, als ihm eigentlich lieb sein kann.
- Jade Chan ist Jackies 12-jährige Nichte aus China. Abenteuerlustig und impulsiv wie sie ist, mischt sie bei jedem Abenteuer mit und bringt sich und ihren Onkel oft genug in Schwierigkeiten. Aber genauso oft helfen ihre Einfälle ihnen aus vielen brenzligen Situationen. Jackie, dem sie oft Spitznamen wie „Jackienator“ gibt, wird für sie mit der Zeit zu einem Mentor und Vorbild.
- Der Onkel, ein sehr weiser, wenn auch etwas grantiger Mann und ein begnadeter Magier, betreibt ein Antiquitätengeschäft in San Francisco. Onkel hilft Jackie sehr oft, wenn es irgendwo auf der Welt ein Rätsel zu lösen gilt, vor allem in Bezug auf Magie und mystische Begebenheiten. Sein Name wird nicht genannt; Jackie und Jade nennen ihn stets nur „Onkel“.
- Tohru, ein japanischer Kämpfer (doch trotz seiner immensen Statur kein Sumo), war ursprünglich ein Handlanger von Valmont. Anfangs leitet er die Missionen im Auftrag von Valmont, doch dieser verliert gegen Ende der ersten Staffel nach mehreren Fehlschlägen die Geduld mit ihm und stellt Hak Foo als neuen Missionsleiter ein. Tohru kommt mit der neuen Hierarchie nicht zurecht und wechselt schließlich die Seiten, nachdem Jackie ihm dies zunächst scherzhaft vorschlug. Er schließt sich Jackie und seiner Familie an und wird von Onkel in der Zauberei ausgebildet. Er  hat sehr große Angst davor, seine strenge Mutter (nur bekannt als Mama Tohru) zu enttäuschen.
- Augustus Black ist der Leiter der Geheimorganisation Sektion 13 in San Francisco. Auch wenn er von außen einen eher kühlen Eindruck macht, ist er ein sehr guter Freund von Jackie Chan und unterstützt ihn, wo er nur kann, im Kampf gegen seine übernatürlichen Feinde.
- Das J-Team wurde von Jade für Jackie zusammengestellt, um gegen das Verbrechen zu kämpfen. Das J-Team besteht neben den bereits genannten Charakteren aus:

- Viper, einer früheren Diebin, die später ihre kriminelle Karriere aufgibt und als Sicherheitsberaterin arbeitet;
- El Toro Fuerte, einem mexikanischen Lucha Libre-Wrestler;
- und Paco, El Toros jungem Fan und Schüler.

### Gegenspieler
- Shendu: Ein Drachendämon, der einst China beherrschte, bis er zusammen mit seinen Dämonengeschwistern von den Acht Unsterblichen in eine andere Dimension verbannt wurde. Die Hauptquelle seiner Kräfte und seiner Lebenskraft kommt von zwölf magischen Talismanen, die er in seinem Körper trägt; jeder mit Kräften, die einem Tier des chinesischen Horoskops zugeordnet sind.
- Valmont: Der Gründer und Chef der Verbrecherorganisation Die Schwarze Hand. Er paktiert mit Shendu, um sich an verlorenen Schätzen bereichern zu können, wird aber von ihm betrogen, und sein Imperium zerfällt. Ab der dritten Staffel tritt Valmont zunehmend nur noch als Nebenfigur auf.
- Die Eintreiber (The Enforcers): Ursprünglich Valmonts Handlanger, werden sie im Laufe der Serie immer wieder von dämonischen Kräften als Helfer shanghait. Ihre Inkompetenz macht ihnen bei jeder ihrer Unternehmungen einen Strich durch die Rechnung – vor allem wenn Jackie ihnen dazwischenfunkt.

- Finn: Ein irischer Disco- und Siebziger-Freak und der Anführer der Eintreiber.
- Ratso: Ein Muskelmann mit eher kindlichem Gemüt. Er sammelt für sein Leben gern Spielzeug.
- Chow: Ein Asiate mit einer orangen Brille, die nicht nur modisch, sondern auch notwendig ist (er ist kurzsichtig).

- Hak Foo: Ein Söldner und gefährlicher Kung-Fu-Kämpfer, der die Eigenart hat, seine Angriffe und Aktionen mit sehr bildhaften Umschreibungen zu begleiten; auch als der „Schwarze Tiger“ bekannt. Ab der zweiten Staffel wird er ein Mitglied der Eintreiber.
- Daolon Wong ist ein mächtiger dunkler Chi-Zauberer. Er sieht im Onkel seinen besonderen Todfeind – ein Gefühl, das auf Gegenseitigkeit beruht, da Onkel der Schüler von Wongs altem Erzfeind ist. In der dritten Staffel wird er der Hauptgegner der Chans.
- Die Dunklen Krieger: Ein Trio stummer, dämonischer Krieger unter den Namen Gun, Run und Chui, die in Daolong Wongs Diensten stehen. Sie besitzen die Fähigkeit, ihre Waffen (ein riesiger Shuriken, ein Hammer und ein Drei-Glieder-Stab) telekinetisch zu kontrollieren. Nachdem es die Chans schaffen, diese Krieger einzusperren, rekrutiert Daolon Wong kurzerhand Finn, Chow und Ratso (später auch Hak Foo) als seine neuen Dunklen Krieger – was seine Erfolgsquoten trotzdem nicht verbessert.
- Tarakudo: Der Herr aller Oni und der eigentliche Meister der Schattenkrieger. Zunächst erscheint er lediglich als ein schwebender Dämonenkopf. Nachdem er am Anfang der vierten Staffel versehentlich von Daolon Wong beschworen wurde, setzt er alles daran, seine neun Generäle, die allesamt in Oni-Masken eingeschlossen wurden, zu befreien und die Herrschaft über die Erde zu übernehmen.
- Die Schattenkrieger (The Shadowkhan): Dämonische Ninjakrieger, die dem Willen ihrer Meister vollkommen untertänig sind. Die häufigste Version dieser Krieger sind Menschen sehr ähnlich, doch im Verlauf der vierten Staffel werden weitere Arten von Shadowkhan vorgestellt. Zuerst erscheint Shendu als ihr Meister; ihr wahrer Herrscher ist jedoch der Oni Tarakudo, dessen Buch einst Shendu hatte an sich nehmen können, um die Shadowkhan unter seine Kontrolle zu bringen.
- Drago: Shendus Sohn, ein Mischling aus Drache und Mensch. In der vierten Staffel der Serie erscheinen er und Jades erwachsene Version in der Gegenwart, als Drago versucht, seinen Vater aus der Sektion 13 zu befreien, wird aber aufgehalten und eingesperrt. In der fünften Staffel jedoch gelingt es ihm zu entkommen und er beginnt, die Kräfte von Shendus Dämonengeschwistern an sich zu reißen.
- Bartholomew Chang: Ein Millionär, der auf Jade versessen ist (was sich im englischen Original zu einem Running Gag zwischen den Namen von Jackies Nichte und dem Stein entwickelt). Anstelle seiner rechten Hand trägt er eine künstliche Prothese aus solider Jade. Nachdem das J-Team ihn zum ersten Mal besiegt hat, sieht er in ihnen seine besonderen Todfeinde.

## Produktion und Veröffentlichung
Die Zeichentrickserie wurde von 2000 bis 2005 von Adelaide Productions unter der Regie von Frank Squillace und Phil Weinstein produziert. Die Musik stammt von Jim Latham und Christopher Ward. Der Sender Kids’ WB! strahlte die Serie vom 9. September 2000 bis zum 7. Juli 2005 in fünf Staffeln in den USA aus.
Ein erster Teil der Serie wurde vom 17. November 2001 bis zum 9. Februar 2002 durch Pro Sieben auf Deutsch ausgestrahlt. Später folgten Ausstrahlungen durch K-Toon, Jetix, Junior, ORF 1, SF 1, RTL II und ProSieben Maxx. Die Serie wurde unter anderem auch ins Spanische, Chinesische, Französische und Finnische übersetzt.

## Synchronsprecher
| Rolle                  | Englischer Sprecher   | Deutscher Sprecher                                          |
| ---------------------- | --------------------- | ----------------------------------------------------------- |
| Jackie Chan            | James Sie Jackie Chan | Stefan Gossler (Staffel 1–3) Bernd Vollbrecht (Staffel 4–5) |
| Jade                   | Stacie Chan           | Jill Schulz                                                 |
| Onkel                  | Sab Shimono           | Gerhard Paul (Staffel 1–3) Eberhard Prüter (Staffel 4–5)    |
| Shendu                 | James Sie             | Barbara Ratthey                                             |
| Chow                   | James Sie             |                                                             |
| Daolon Wong            | James Hong            |                                                             |
| Captain Augustus Black | Clancy Brown          | Tilo Schmitz                                                |
| Tohru                  | Noah Nelson           | Tom Deininger                                               |
| Drago                  | Michael Rosenbaum     | Tommy Morgenstern                                           |